# Liste der Baudenkmäler in Rehling
Auf dieser Seite sind die Baudenkmäler in der schwäbischen Gemeinde Rehling zusammengestellt. Diese Tabelle ist eine Teilliste der Liste der Baudenkmäler in Bayern. Grundlage ist die Bayerische Denkmalliste, die auf Basis des Bayerischen Denkmalschutzgesetzes vom 1. Oktober 1973 erstmals erstellt wurde und seither durch das Bayerische Landesamt für Denkmalpflege geführt wird. Die folgenden Angaben ersetzen nicht die rechtsverbindliche Auskunft der Denkmalschutzbehörde.

## Baudenkmäler nach Ortsteilen

### Rehling
| Lage                     | Objekt                                              | Beschreibung | Akten-Nr.    | Bild           |
| ------------------------ | --------------------------------------------------- | --- | ------------ | -------------- |
| Hauptstraße 3 (Standort) | Katholische Pfarrkirche St. Vitus und St. Katharina | klassizistischer, pilastergegliederter Saalbau mit flacher Stichkappentonne und eingezogenem Chor, nördlicher Zwiebelturm, Ostwestausrichtung, Turmunterbau 15. Jahrhundert, 1701 erhöht, Langhaus und Chor von Johann Georg Singer 1792/93; mit Ausstattung | D-7-71-158-1 | weitere Bilder |

### Allmering
| Lage                   | Objekt                        | Beschreibung                                                  | Akten-Nr.    | Bild           |
| ---------------------- | ----------------------------- | ------------------------------------------------------------- | ------------ | -------------- |
| Allmering 6 (Standort) | Katholische Kapelle Herz Jesu | neubarocker Rechteckbau mit Satteldach, 1912; mit Ausstattung | D-7-71-158-2 | weitere Bilder |

### Au
| Lage                               | Objekt                                | Beschreibung | Akten-Nr.    | Bild           |
| ---------------------------------- | ------------------------------------- | --- | ------------ | -------------- |
| Sankt-Nikolaus-Straße 1 (Standort) | Katholische Filialkirche St. Nikolaus | flachgedeckter Saalbau mit eingezogenem Chor unter Netzrippengewölbe, südlicher Zwiebelturm, Langhaus im Kern 12. Jahrhundert, Chor und Turmunterbau 2. Hälfte 15. Jahrhundert, Turmerhöhung 1. Hälfte 18. Jahrhundert, Erweiterung 1843; mit Ausstattung | D-7-71-158-3 | weitere Bilder |

### Gamling
| Lage                                                 | Objekt                    | Beschreibung | Akten-Nr.    | Bild                      |
| ---------------------------------------------------- | ------------------------- | --- | ------------ | ------------------------- |
| Gungstätten (an der Straße nach Aindling) (Standort) | Katholische Marienkapelle | sogenannte Gungstätter Kapelle, kleiner halbrund geschlossener Bau mit Satteldach, 18. Jahrhundert; mit Ausstattung | D-7-71-158-4 | Katholische Marienkapelle |

### Rohrbach
| Lage                                                                   | Objekt                         | Beschreibung | Akten-Nr.    | Bild           |
| ---------------------------------------------------------------------- | ------------------------------ | --- | ------------ | -------------- |
| Rohrbach 1 a (Standort)                                                | Bauernhof                      | ehemals Dreiseitanlage des 18./19. Jahrhundert; Wohnhaus, erdgeschossiger Satteldachbau mit steilem Giebel; Wirtschaftsgebäude, Satteldachbau mit korbbogigen Einfahrten und gewölbten Ställen. | D-7-71-158-5 | Bauernhof      |
| Rohrbacher Feld (an der Straße von Allmering nach Stotzard) (Standort) | Katholische Kapelle Maria Hilf | schlichter Rechteckbau mit eingezogenem Chor und Satteldach, 1881; mit Ausstattung | D-7-71-158-6 | weitere Bilder |

### Sankt Stephan
| Lage                         | Objekt                          | Beschreibung                                                                                      | Akten-Nr.    | Bild           |
| ---------------------------- | ------------------------------- | ------------------------------------------------------------------------------------------------- | ------------ | -------------- |
| Lechauenstraße 13 (Standort) | Katholische Kapelle St. Stephan | schlichter Rechteckbau mit dreiseitig geschlossenem Chor und Dachreiter, um 1600; mit Ausstattung | D-7-71-158-7 | weitere Bilder |

### Scherneck
| Lage                      | Objekt                            | Beschreibung | Akten-Nr.     | Bild                              |
| ------------------------- | --------------------------------- | --- | ------------- | --------------------------------- |
| Scherneck 1, 2 (Standort) | Schloss Scherneck                 | Schloss Scherneck, Dreiflügelanlage, im Kern um 1700; Hauptgebäude, zweigeschossiger Westtrakt mit Satteldach, geschweiftem Giebel und gusseisernem Balkon, 1844/45; Schlosskirche St. Georg, 1702–08, in Osttrakt einbezogen; Verwalterhaus, ehemaliges Amtshaus, erdgeschossiger Satteldachbau mit dreifach unterteiltem Schweifgiebel, Anfang 18. Jahrhundert; zugehörige Scheune, mit Halbwalmdach, 1872; Ökonomiebauten, zweigeschossige Bauten mit Halbwalm- bzw. Satteldach, im Kern um 1700; Torbau mit Turm; Mauerzug mit Gewölben; Pumpenhaus, sogenanntes Wasserhaus, erdgeschossiger Bau mit Schopfwalmdach, 18. Jahrhundert | D-7-71-158-8  | weitere Bilder                    |
| Schloßfeld (Standort)     | Figur des heiligen Johann Nepomuk | Sandstein, auf hohem, ornamentiertem Kalksteinpostament, bezeichnet mit "1723", Renovierungen bezeichnet mit "1734" und "1853" | D-7-71-158-10 | Figur des heiligen Johann Nepomuk |

### Unterach
| Lage                   | Objekt                                | Beschreibung | Akten-Nr.    | Bild           |
| ---------------------- | ------------------------------------- | --- | ------------ | -------------- |
| Unterach 18 (Standort) | Katholische Filialkirche St. Wolfgang | pilastergegliederter Saalbau mit Stichkappentonne und eingezogenem Chor, Zwiebelturm in Westfassade eingestellt, 1712/13; mit Ausstattung | D-7-71-158-9 | weitere Bilder |